# Epiry
Épiry redirige ici.
Epiry (nom officiel), ou Épiry, est une commune française située dans le département de la Nièvre en région Bourgogne-Franche-Comté.

## Géographie

### Géologie et relief
La superficie de la commune est de 1 213 hectares ; son altitude varie de 217  à   397 mètres.

### Climat
Pour des articles plus généraux, voir Climat de la Bourgogne-Franche-Comté et Climat de la Nièvre.
En 2010, le climat de la commune est de type climat des marges montargnardes, selon une étude du Centre national de la recherche scientifique s'appuyant sur une série de données couvrant la période 1971-2000. En 2020, Météo-France publie une typologie des climats de la France métropolitaine dans laquelle la commune est exposée à un climat océanique altéré et est dans la région climatique  Centre et contreforts nord du Massif Central, caractérisée par un air sec en été et un bon ensoleillement. 
Pour la période 1971-2000, la température annuelle moyenne est de 10,9 °C, avec une amplitude thermique annuelle de 16,1 °C. Le cumul annuel moyen de précipitations est de 998 mm, avec 13,2 jours de précipitations en janvier et 8,6 jours en juillet. Pour la période 1991-2020, la température moyenne annuelle observée sur la station météorologique de Météo-France la plus proche, « Lormes_sapc », sur la commune de Lormes à 14 km à vol d'oiseau, est de 11,2 °C et le cumul annuel moyen de précipitations est de 1 071,3 mm. 
La température maximale relevée sur cette station est de 40,7 °C, atteinte le 25 juillet 2019 ; la température minimale est de −18,1 °C, atteinte le 12 janvier 1987,,. 
Les paramètres climatiques de la commune ont été estimés pour le milieu du siècle (2041-2070) selon différents scénarios d'émission de gaz à effet de serre à partir des nouvelles projections climatiques de référence DRIAS-2020. Ils sont consultables sur un site dédié publié par Météo-France en novembre 2022.

## Urbanisme

### Typologie
Au 1er janvier 2024, Epiry est catégorisée commune rurale à habitat très dispersé, selon la nouvelle grille communale de densité à sept niveaux définie par l'Insee en 2022.
Elle est située hors unité urbaine et hors attraction des villes,.

### Occupation des sols
L'occupation des sols de la commune, telle qu'elle ressort de la base de données européenne d’occupation biophysique des sols Corine Land Cover (CLC), est marquée par l'importance des territoires agricoles (63,4 % en 2018), en diminution par rapport à 1990 (65,6 %). La répartition détaillée en 2018 est la suivante : prairies (60,9 %), forêts (31,7 %), mines, décharges et chantiers (2,7 %), terres arables (2,5 %), zones urbanisées (2,2 %). L'évolution de l’occupation des sols de la commune et de ses infrastructures peut être observée sur les différentes représentations cartographiques du territoire : la carte de Cassini (XVIIIe siècle), la carte d'état-major (1820-1866) et les cartes ou photos aériennes de l'IGN pour la période actuelle (1950 à aujourd'hui).

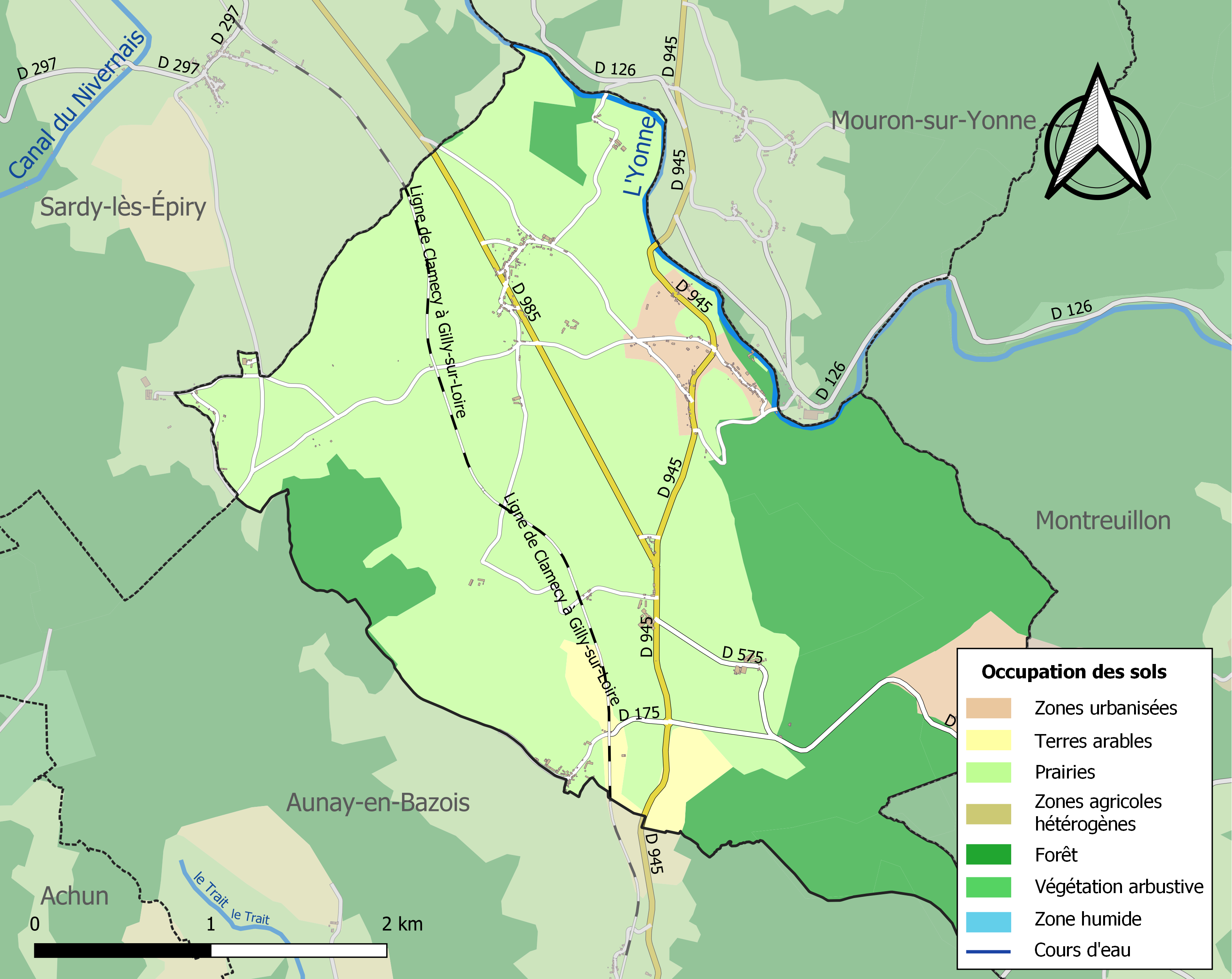
Carte des infrastructures et de l'occupation des sols de la commune en 2018 (CLC).

## Toponymie
Dès sa création en 1793, la commune a porté le nom d'« Epiry ». En 1801, on lit « Épiry » dans le bulletin des lois, puis de nouveau « Epiry », nom qu'elle conserve en 2015,.

## Politique et administration
| Période                                  | Période                     | Identité             | Étiquette | Qualité   |
| ---------------------------------------- | --------------------------- | -------------------- | --------- | --------- |
| Les données manquantes sont à compléter. |                             |                      |           |           |
| avant 1981                               | ?                           | André Comte          | PS        |           |
| mars 2001                                | En cours (au 30 avril 2014) | Marie-Thérèse Thomas | DVG       | Comptable |

## Démographie
L'évolution du nombre d'habitants est connue à travers les recensements de la population effectués dans la commune depuis 1793. Pour les communes de moins de 10 000 habitants, une enquête de recensement portant sur toute la population est réalisée tous les cinq ans, les populations de référence des années intermédiaires étant quant à elles estimées par interpolation ou extrapolation. Pour la commune, le premier recensement exhaustif entrant dans le cadre du nouveau dispositif a été réalisé en 2006.

En 2022, la commune comptait 227 habitants, en évolution de −2,58 % par rapport à 2016 (Nièvre : −3,28 %, France hors Mayotte : +2,11 %).
| 1793 | 1800 | 1806 | 1821 | 1831 | 1836 | 1841 | 1846 | 1851 |
| ---- | ---- | ---- | ---- | ---- | ---- | ---- | ---- | ---- |
| 640  | 651  | 488  | 355  | 567  | 657  | 762  | 698  | 750  |

| 1856 | 1861 | 1866 | 1872 | 1876 | 1881 | 1886 | 1891 | 1896 |
| ---- | ---- | ---- | ---- | ---- | ---- | ---- | ---- | ---- |
| 716  | 690  | 710  | 668  | 657  | 664  | 681  | 666  | 594  |

| 1901 | 1906 | 1911 | 1921 | 1926 | 1931 | 1936 | 1946 | 1954 |
| ---- | ---- | ---- | ---- | ---- | ---- | ---- | ---- | ---- |
| 531  | 523  | 491  | 384  | 380  | 378  | 344  | 351  | 360  |

| 1962 | 1968 | 1975 | 1982 | 1990 | 1999 | 2006 | 2011 | 2016 |
| ---- | ---- | ---- | ---- | ---- | ---- | ---- | ---- | ---- |
| 313  | 306  | 268  | 228  | 195  | 194  | 198  | 217  | 233  |

| 2021 | 2022 | - | - | - | - | - | - | - |
| ---- | ---- | - | - | - | - | - | - | - |
| 233  | 227  | - | - | - | - | - | - | - |

## Culture locale et patrimoine

### Lieux et monuments
L'église Saint-Denis a été construite au XIIe siècle. Elle contient un chœur carré, un christ en bois polychrome du XVIIe siècle et un saint Denis céphalophore en pierre de 1611. Le maréchal de Vauban s’y est marié le 25 mars 1660.
La chapelle Saint-Elymond est un ancien lieu de pèlerinage. Cette petite chapelle est construite à proximité d'une source qui aurait dit-on des vertus de soigner toutes sortes de maladies ayant rapport avec la gorge, les poumons et autres voies respiratoires. Composée de deux sanctuaires, dos à dos, avec dans l'un une ancienne fresque. Cet édifice entièrement restauré par les dons des habitants et des passionnés par le patrimoine. Elle possède une cloche de 1600.
Le château d'Epiry fut le domicile de l'ingénieur Sébastien Le Prestre de Vauban (plus connu sous le nom de maréchal de Vauban depuis 1703) et de sa femme et cousine Jeanne d'Osnay, jusqu'au printemps 1681, où ils habiteront le château féodal de Bazoches. Ce domicile est celui des parents de la mariée ; Vauban n'y passera que peu de temps, étant toujours par monts et par vaux au service du roi.

### Personnalités liées à la commune
- Sébastien Le Prestre de Vauban (1633-1707), architecte et maréchal de France.
- Jean Sautereau, homme politique né le 2 février 1741 à Epiry (Nièvre) et décédé le 18 avril 1809 à Bourges (Cher).